# مراد دالتابان
مُراد دالتابان (بالتركية: Murat Daltaban)‏ وهو ممثل مسرح و دراما تركي ولد في سنة 1966 في مدينة أنقرة عاصمة تركيا مثل في مسلسل ميرنا وخليل كما مثل في مسلسل فاطمة مع بيرين سات ومثل دور البطولة في مسلسل جرح الفراق، ومثل دور (الشرطي ممتاز) في مسلسل بويراز كارايل وغيرها.

## روابط خارجية
- مراد دالتابان على موقع IMDb (الإنجليزية)
- مراد دالتابان على موقع قاعدة بيانات الفيلم (الإنجليزية)